# Glypta resinanae
Glypta resinanae là một loài tò vò trong họ Ichneumonidae.